# Municipio San Agustín Etla
Koordinaten: 17° 11′ 28″ N, 96° 45′ 53″ W
San Agustín Etla ist ein Municipio im mexikanischen Bundesstaat Oaxaca. Die Gemeinde umfasst eine Fläche von 55,3 km². 2010 lebten 3.893 Menschen im Municipio. Verwaltungssitz und größter Ort im Municipio ist das gleichnamige San Agustín Etla.
Der Name des Municipios setzt sich zusammen aus San Agustín, eine Reverenz an den Heiligen Augustinus von Hippo, und Etla, das sich aus den Nahuatl-Begriffen etl ‚Bohne‘ und tla ‚Überfluss‘ bildet.

## Geographie
Das Municipio San Agustín Etla liegt auf einer Höhe zwischen 1600 m und 3300 m im Osten des Distriktes Etla der Región Valles Centrales rund 16 Kilometer vom Stadtzentrum von Oaxaca de Juárez entfernt. Es zählt zur Gänze zur physiographischen Provinz der Sierra Madre del Sur und liegt beinahe vollständig im Einzugsgebiet des Río Atoyac. Die Geologie des Gemeindegebiets wird von Kataklasiten dominiert, vorherrschender Bodentyp ist der Cambisol. 60 % des Municipios sind bewaldet, etwa 25 % dienen dem Ackerbau.
Das Municipio San Agustín Etla grenzt an die Municipios San Juan Bautista Guelache, Teococuilco de Marcos Pérez, Nuevo Zoquiápam, San Pablo Etla, Guadalupe Etla und Villa de Etla.

## Bevölkerung
Beim Zensus 2010 wurden im Municipio 3.893 Menschen gezählt. Davon sprachen 1,57 % eine indigene Sprache, 2,72 % waren Analphabeten. 42,67 % der Bewohner San Agustín Etlas wurden als Erwerbspersonen registriert, wovon 2,17 % arbeitslos waren. Vorherrschende Wirtschaftssektoren waren der tertiäre (67,89 %) und der sekundäre Sektor (24,75 %).

## Orte
Das Municipio umfasst neben dem Hauptort San Agustín Etla mit 3.708 Einwohnern sechs weitere Orte, die alle weniger als hundert Einwohner aufweisen: Colonia Azucena, Colonia Reforma, Cristo Rey, Manuel Gómez Portillo, Rancho de los Jiménez und Río Salinas.

## Politik
Die Gemeindepolitik wird nach indigenem Gewohnheitsrecht bestimmt.

## Sehenswertes

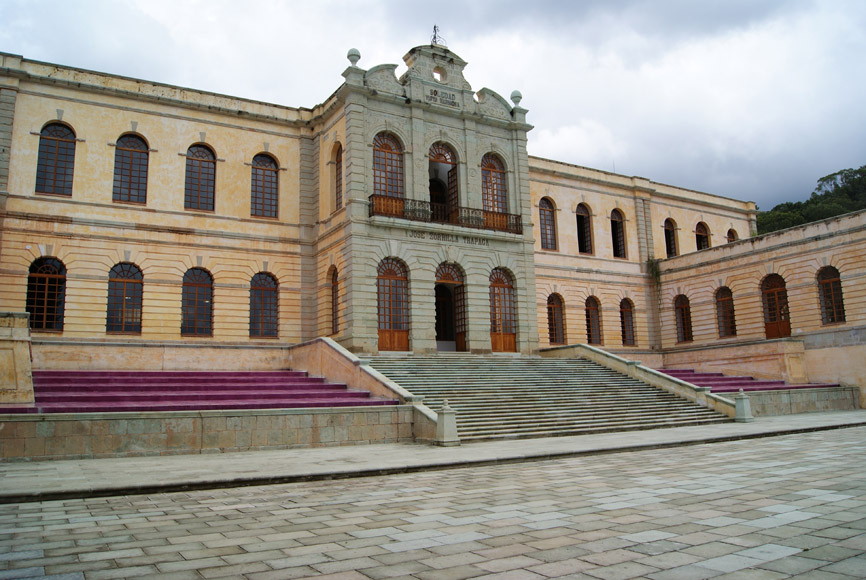
Centro de las Artes San Agustín

Das Centro de las Artes San Agustín (CaSa), ein ehemaliges Gebäude der 1883 gegründeten Textilfabrik Hilados y Tejidos La Soledad, wurde zum  Ausstellungsgebäude umgebaut und 2006 eröffnet. Das Gebäude mit einer Fläche von rund 5.700 m² beinhaltet Ausstellungsräume, eine Bibliothek, traditionelle Grafikwerkstatt,  Textilfärberei-Werkstatt, zwei Töpfereien und eine assoziierte Glasgalerie. Das Obergeschoss des Zentrums ist der darstellenden Kunst gewidmet. 